# Canton de Villefranche-d'Albigeois
Pour les articles homonymes, voir Canton de Villefranche.
Le canton de Villefranche-d'Albigeois est un ancien canton français situé dans le département du Tarn et la région Midi-Pyrénées.

## Géographie
Ce canton était organisé autour de Villefranche-d'Albigeois dans l'arrondissement d'Albi. Son altitude variait de 157 m (Saint-Juéry) à 631 m (Le Fraysse) pour une altitude moyenne de 334 m.

## Représentation

### Conseillers généraux de 1833 à 2015
| Période | Période      | Identité                                 | Étiquette               | Qualité |
| ------- | ------------ | ---------------------------------------- | ----------------------- | --- |
| 1833    | 1848         | Bernard Puel                             |                         | Avocat, avoué, notaire, adjoint au Maire d'Albi |
| 1848    | 1866 (décès) | Jules Boyer                              |                         | Avocat à Albi, député (1848-1849) |
| 1867    | 1870         | Auguste de Lapanouse                     | Droite                  | Notaire à Albi |
| 1870    | 1871         | M. Balard                                |                         | |
| 1871    | 1885 (décès) | Auguste de Lapanouse                     | Droite                  | Notaire à Albi |
| 1885    | 1901         | Gustave de Lapanouse (fils du précédent) | Républicain rallié      | Avocat à Albi |
| 1901    | 1919         | Alban Rossignol                          | Rad.                    | Propriétaire Maire de Saint-Juéry (1904-1910) |
| 1919    | 1925         | Louis Gélis                              | SFIO puis SFIC          | Apprenti métallurgiste aux usines du Saut du Tarn et journaliste Conseiller municipal de Saint-Juéry |
| 1925    | 1940         | Alban Rossignol (1867-1950)              | Rad.                    | Propriétaire - Secrêtaire général des Usines du Saut du Tarn à Albi Ancien maire de Saint-Juéry Président du Conseil Général (1931-1940) Nommé conseiller départemental en 1942 Président du Conseil départemental (1942-1945) |
|         |              |                                          |                         | |
| 1945    | 1982         | Émile Albet                              | SFIO puis DVG puis Ind. | Instituteur Maire de Saint-Juéry (1945-1978) Président du Conseil Général (1961-1976) |
| 1982    | 2008         | Jean Polisset                            | PS                      | Professeur Maire de Saint-Juéry (1978-2001) |
| 2008    | 2015         | Jean-Paul Raynaud                        | PS                      | Technicien de laboratoire retraité Maire de Saint-Juéry depuis 2014 Elu en 2015 dans le Canton de Saint-Juéry |

### Conseillers d'arrondissement (de 1833 à 1940)
| Période | Période | Identité             | Étiquette   | Qualité |
| ------- | ------- | -------------------- | ----------- | --- |
| 1833    | 1839    | François Combes      |             | Avocat, ancien maire de Villefranche-d'Albigeois (1830-1833)                                                |
| 1839    | 18..    | Joachim Louis Ricard |             | Notaire, maire de Villefranche-d'Albigeois (1854-1863)                                                      |
|         |         |                      |             | |
| 1886    |         | M. Bois              | Républicain | |
|         |         |                      |             | |
| 1922    | 1928    | Germain Téqui        | SFIO        | Ouvrier aux aciéries, maire de Saint-Juéry (1919-1927)                                                      |
| 1928    | 1940    | Paul Viguier         | Radical     | Maire d'Ambialet (1935-1938)                                                                                |
| 1940    |         |                      |             | Les conseils d'arrondissement ont été suspendus par la loi du 12 octobre 1940 et n'ont jamais été réactivés |

## Composition
Le canton de Villefranche-d'Albigeois regroupait 9 communes et comptait 11 728 habitants (recensement de 1999 sans doubles comptes).
| Communes                 | Population (2012) | Code postal | Code Insee |
| ------------------------ | ----------------- | ----------- | ---------- |
| Ambialet                 | 381               | 81430       | 81010      |
| Bellegarde               | 318               | 81430       | 81026      |
| Cambon                   | 1 383             | 81990       | 81052      |
| Cunac                    | 1 146             | 81990       | 81074      |
| Le Fraysse               | 372               | 81430       | 81096      |
| Marsal                   | 225               | 81430       | 81155      |
| Mouzieys-Teulet          | 311               | 81430       | 81190      |
| Saint-Juéry              | 6 635             | 81160       | 81257      |
| Villefranche-d'Albigeois | 957               | 81430       | 81317      |

## Démographie
| 1962  | 1968  | 1975  | 1982   | 1990   | 1999   | 2006   | 2009 |
| ----- | ----- | ----- | ------ | ------ | ------ | ------ | ---- |
| 7 079 | 8 500 | 9 560 | 10 926 | 11 443 | 11 728 | 12 980 | -    |